# مهمانی دخترانه
«مهمانی دخترانه» (به انگلیسی: Slumber Party) تک‌آهنگی از خواننده آمریکایی بریتنی اسپیرز برای نهمین آلبوم استودیویی «افتخار» او ضبط شده‌است. این ترانه توسط ماتیاس لارسون، روبین فریدریکسن، جولیا مایکلز و جاستین ترانتر نوشته شده‌است، و توسط متمن و روبین تهیه شده است. این ترانه به عنوان دومین و آخرین تک آهنگ از این آلبوم، در تاریخ ۱۶ نوامبر ۲۰۱۶ منتشر شد و صدای خواننده آمریکایی تیناشی را با یک نسخه ریمیکس منتشر کرد و در ۲۲ نوامبر ۲۰۱۶ به رادیوهای ایالات متحده فرستاده شد.

## موزیک ویدئو
موزیک ویدیو این تک آهنگ توسط Colin Tilley کارگردانی شده و تیناشی به عنوان خواننده در موزیک ویدئو حضور دارد. سام اصغری بازیگر و مدل ایرانی نیز به عنوان بازیگر در موزیک ویدئو حضور دارد.